# 広島県信用組合
広島県信用組合（ひろしまけんしんようくみあい）は、広島市を中心とした信用組合であり、「ケンシン」の愛称で親しまれる。金融機関コードは2681。広島市中区に本店を置く。

## 沿革
- 1953年　広島県厚生信用組合を設立
- 1972年　五日市信用組合、安芸信用組合と合併。広島県中央信用組合に改称
- 1973年　松永信用組合と合併
- 1984年　広島県信用組合に改称
- 1992年　因島信用組合と合併

## ATMについて
広島県信用組合のATM・CDでは、当組合、信用組合広島商銀、備後信用組合、両備信用組合（以上「メイプルひろしまネットサービス」によるATM･CD相互無料提携金融機関）のキャッシュカードは、平日8:45-18:00の出金は手数料が無料となる。（左記以外の時間帯は手数料要）。
また、セブン銀行のATMでは平日8:45-18:00・土曜日9:00-14:00の入出金は手数料が無料となる。